# تامیلا آقامیرووا
تامیلا آقامیرووا (روسی: Тамилла Суджаевна Агамирова؛ ۲۱ مهٔ ۱۹۲۸ – ۳۱ اوت ۲۰۲۱) بازیگر اهل اتحاد جماهیر شوروی سوسیالیستی و روسیه بود.

## جوایز:
وی برندهٔ جوایزی همچون نشان دوستی و هنرمند مردمی جمهوری شوروی فدراتیو سوسیالیستی روسیه شده‌است.